# Anthrax (geslacht)
Anthrax is een vliegengeslacht uit de familie van de wolzwevers (Bombyliidae). De wetenschappelijke naam werd gepubliceerd in 1763 door Scopoli.

## Soorten
De muurrouwzwever (Anthrax anthrax) is in Nederland vrij algemeen bij bijenhotels.

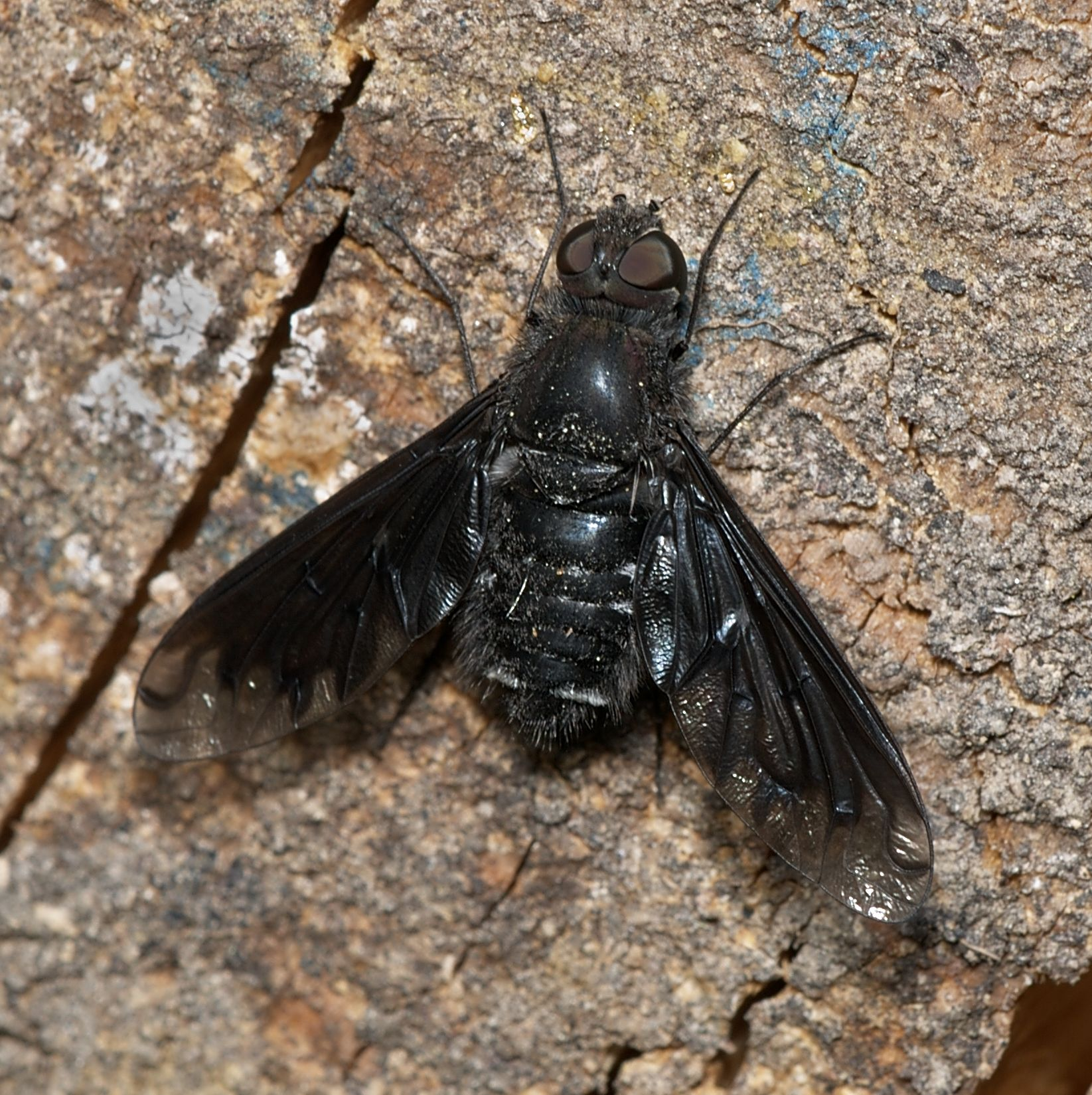
muurrouwzwever (Anthrax anthrax)

- Anthrax aethiops (Fabricius, 1781)
- Anthrax albofasciatus Macquart, 1840
- Anthrax analis Say, 1823
- Anthrax antecedens Walker, 1852
- Anthrax anthrax (Schrank 1781)	(muurrouwzwever)
- Anthrax argentatum (Cole, 1919)
- Anthrax argentatus (Cole, 1919)
- Anthrax argyropyga Wiedemann, 1828
- Anthrax artemesia Marston, 1963
- Anthrax aterrima (Bigot, 1892)
- Anthrax atriplex Marston, 1970
- Anthrax aureosquamosus Marston, 1963
- Anthrax binotatus Wiedemann in Meigen 1820
- Anthrax bowdeni Báez, 1983
- Anthrax cathetodaithmos Marston, 1970
- Anthrax chaparralus Marston, 1963
- Anthrax chionostigma Tsacas, 1962
- Anthrax cintalapa Cole, 1957
- Anthrax columbiensis Marston, 1963
- Anthrax cybele (Coquillett, 1894)
- Anthrax dentata Becker, 1907
- Anthrax distigma Wiedemann
- Anthrax francoisi Evenhuis & Greathead, 1999
- Anthrax gideon Fabricius, 1805
- Anthrax giselae François, 1966
- Anthrax greatheadi El-Hawagry, 1998
- Anthrax innublipennis Marston, 1970
- Anthrax irroratus Say, 1823
- Anthrax johanni Zaitzev, 1997
- Anthrax koebelei Marston, 1970
- Anthrax larrea Marston, 1963
- Anthrax laticellus Marston, 1970
- Anthrax limatulus Say, 1829
- Anthrax melanopogon (Becker, 1892)
- Anthrax moursyi El-Hawagry, 1998
- Anthrax nidicola Cole, 1952
- Anthrax nigriventris Marston, 1970
- Anthrax nitidus Marston, 1970
- Anthrax occidentalis (Johnson, 1913)
- Anthrax oedipus Fabricius, 1805
- Anthrax painteri Marston, 1970
- Anthrax pauper (Loew, 1869)
- Anthrax pelopeius François, 1966
- Anthrax picea Marston, 1963
- Anthrax pilosulus Strobl, 1902
- Anthrax plesius (Curran, 1927)
- Anthrax pluricellus Williston, 1901
- Anthrax pluto Wiedemann, 1828
- Anthrax punctulatus Macquart, 1835
- Anthrax seriepinctatus (Osten Sacken, 1886)
- Anthrax seriepunctata (Osten Sacken, 1886)
- Anthrax slossonae (Johnson, 1913)
- Anthrax snowi Marston, 1970
- Anthrax stellans (Loew, 1869)
- Anthrax sticticus Klug, 1832
- Anthrax striatipennis Marston, 1970
- Anthrax trifasciatus Meigen, 1804 (drievlekrouwzwever)
- Anthrax vallicola Marston, 1963
- Anthrax varicolor (Bigot, 1892)
- Anthrax varius Fabricius, 1794
- Anthrax virgo Egger, 1859
- Anthrax zohrayensis El-Hawagry, 2002
- Anthrax zonabriphagus (Portchinsky, 1895